# Птачек, Фатима
Фа́тима Пта́чек (в другом произнесении Птацек; англ. Fátima Ptacek, Maria Fátima Ptacek Espinoza, род. 20 августа 2000 года, Нью-Йорк, США) — американская актриса и модель.

## Биография
Мать Фатимы Птачек Лусия Эспиноса родилась в Эквадоре, в городе Azogues. Отец (Джек Птачек) — американец, родился в Куинсе, работал детективом в Нью-Йорке. Среди предков отца: норвежцы, чехи, ирландцы и колумбийцы.
Занималась верховой выездкой. Посещала школу для одарённых детей PS 150Q в Нью-Йорке. Занимаясь гимнастикой в Lana’s Gymnastics Club, стала тринадцатой в рейтинге штата Нью-Йорк. Фатима Птачек свободно владеет испанским языком, изучала севернокитайский язык (на который тратила по пять часов каждую субботу). Играла за шахматную команду своей школы.
Уже к 2013 году снялась более чем в 70 телевизионных рекламных роликов (Ralph Lauren, Benetton, Тhe Gap, McDonald’s, Pillsbury Toaster Strudels, Bisquick, McCormick…). Открыло юную модель агентство Wilhelmina Models в 2006 году, но в настоящее время она сотрудничает с Abrams Artists Agency.
Начала артистическую карьеру в 2006 году съёмками в мультипликационно-игровом телевизионном сериале «Мисс Лори и Хупер». Озвучивала другие мультипликационные сериалы (особую популярность приобрёл сериал о Даше-путешественнице), снималась в небольших ролях телевизионных и художественных фильмов. В 2010 году участвовала в озвучивании видеоигры BioShock 2.
Известность в качестве актрисы получила, снявшись в короткометражном фильме «Комендантский час» (2012 год) режиссёра Шона Кристенсена, где сыграла роль девятилетней племянницы опустившегося героя, которая вселяет в него желание жить и спасает от самоубийства. Этот фильм был удостоен «Оскара» за лучший короткометражный игровой фильм в 2013 году, а также получил награды на 39 международных и национальных кинофестивалях.
В 2014 году Шон Кристенсен поставил на его основе полнометражный фильм «Пока я не исчезну», где Фатима Птачек сыграла роль той же героини, но уже в возрасте 11 лет. Этот фильм получил приз зрительских симпатий на Международном кинофестивале в Венеции. Он был представлен ещё на десяти международных фестивалях и удостоен пятнадцати наград. Большую популярность приобрёл фрагмент фильма с танцем девочки в зале для боулинга под музыку песни «Sophia, So Far», которую написал сам Шон Кристенсен, будучи фронтменом бруклинской группы Stellastarr, он использовал эту песню ещё в 2012 году в фильме «Комендантский час», а затем повторно — в фильме «Пока я не исчезну».
В 2014 году снялась в роли второго плана в детском фильме режиссёра Ивэна Оппенхаймера «Игра в жизнь». Роль главной героини исполнила Уна Лоуренс.
Актриса проживает с родителями в Нью-Йорке. Долгое время Фатима Птачек мечтала выступить на Олимпийских играх. Среди планов актрисы были — поступление в Гарвардский университет, получение профессии адвоката и избрание первой женщиной-президентом США.
В апреле 2016 года Фатима Птачек оказалась в центре скандала, произошедшего в частной элитной школе The World School, стоимость учёбы в которой достигает 40 000 $ в год, где она проходит обучение. Группу школьников, в составе которой была и Птачек, обнаружили за курением ароматических смесей в ванной комнате школы. Наказание для актрисы оказалось мягче, чем для других участников инцидента, что вызвало гнев их родителей.
С 2018 года Птачек является студенткой Стэнфордского университета.

## Общественная деятельность
Фатима Птачек является волонтёром и послом Elizabeth Glaser Pediatric AIDS Foundation, организации, занимающейся детьми, больными СПИДом. Сотрудничает с Morgan Stanley Children’s Hospital и Make-A-Wish Foundation, благотворительным фондом, помогающим исполнять желания смертельно больным детям, другими благотворительными ассоциациями.
В 2013 году по совокупности заслуг была включена в число почётных членов National Junior Honor Society.

## Фильмография (по IMDB[7])
| Год          | Фильм | Роль                                  |
| ------------ | --- | ------------------------------------- |
| 2007—2010    | Мисс Лори и Хупер (Miss Lori and Hooper, озвучка мультсериала)                                                                                                   | Салли                                 |
| 2008         | One Last Beat (короткометражный) | Малышка                               |
| 2009         | Speed Grieving | Лилли                                 |
| 2009         | Красивая жизнь (The Beautiful Life: TBL, телесериал) | девочка                               |
| 2009         | Эпизоды Steve Martin / Jason Mraz и Rosario Dawson / Fleet Foxes в музыкально-юмористической телепередаче Субботним вечером в прямом эфире (Saturday Night Live) | Chewable Pampers Girl и Rejected Girl |
| 2009         | Эпизод Frankly, It’s a Habitat в телесериале Улица Сезам (Sesame Street)                                                                                         | девочка с Мишель Обамой               |
| 2010         | Нянька по вызову (The Rebound) | девочка из Мозамбика                  |
| 2010         | Эпизод Frenemies в телесериале Дорогой доктор (Royal Pains) | Оливия                                |
| 2011         | Следствие по телу (Body of Proof, телесериал) | Бекки Салерно                         |
| 2011         | Всё возможно (Anything Is Possible) | Джесси                                |
| 2012—2014    | Даша — путешественница (Dora the Explorer, озвучка мультсериала)                                                                                                 | Даша                                  |
| 2012         | Комендантский час (Сейчас или никогда, Curfew) | София                                 |
| 2012         | Королевское спасение Даши путешественницы (Dora’s Royal Rescue, озвучка мультфильма)                                                                             | Даша                                  |
| 2012         | Эпизод In Case of Complications в телесериале Одарённый (A Gifted Man)                                                                                           | Пилар Санчес                          |
| 2013         | Папочка (Tio Papi) | Анджела                               |
| 2013         | Чудо испанского Гарлема (A Miracle in Spanish Harlem) | Аманда                                |
| 2014         | Пока я не исчезну (Before I Disappear) | София                                 |
| 2014         | Игра в жизнь (A Little Game) | Изабелла                              |
| 2014 — н. в. | Даша и друзья: приключения в городе! (Dora and Friends: Into the City!, озвучка мультсериала)                                                                    | Даша                                  |

## Награды
| Год  | Награда                                                       | Номинация                                                                   | Фильм                                    | Результат  |
| ---- | ------------------------------------------------------------- | --------------------------------------------------------------------------- | ---------------------------------------- | ---------- |
| 2014 | Премия Молодой актёр                                          | Лучшая молодая актриса в художественном фильме                              | Папочка                                  | Победитель |
| 2014 | Northeast Film Festival                                       | Лучшая молодая актриса в художественном фильме                              | Пока я не исчезну                        | Победитель |
| 2014 | Imagen Foundation Award                                       | Лучшая молодая актриса                                                      | Даша-путешественница и Пока я не исчезну | Победитель |
| 2014 | Cortopolis, Festival Internacional de Cortometrajes de Madrid | Лучшая женская роль                                                         | Сейчас или никогда                       | Победитель |
| 2014 | Imagen Awards                                                 | Outstanding Performance in a Youth / Children's Program (Series or Special) | Даша и друзья: приключения в городе!     | Победитель |
| 2015 | Northeast Film Festival                                       | Rising Star Award                                                           |                                          | Победитель |
| 2015 | Imagen Awards                                                 | Лучшая молодая актриса в телевизионном фильме                               | Даша и друзья: приключения в городе!     | Номинация  |
| 2015 | Imagen Awards                                                 | Outstanding Performance in a Youth / Children's Program (Series or Special) | Даша и друзья: приключения в городе!     | Победитель |